# Houston (Mississippi)
Houston è una città (city) degli Stati Uniti d'America, capoluogo, insieme a Okolona, della contea di Chickasaw, nello Stato del Mississippi.